# Жаботикаба (растение)
Жаботикаба (лат. Myrciaria cauliflora, порт. jabuticaba, также известно как рус. джаботикаба или порт. jaboticaba (рус. жабутикаба), или порт. jabuticabeira, а также англ. Brazilian Grape Tree (рус. бразильское виноградное дерево), Jabotica, Guaperu, Guapuru, Hivapuru, Sabará и Ybapuru) — растение семейства Миртовые, вид рода Плиния (Plinia), культивируемое в тропических широтах как плодовая культура.

## Синонимы
В синонимику вида входят следующие названия:
- Eugenia cauliflora (Mart.) DC.
- Eugenia jaboticaba (Vell.) Kiaersk.
- Myrcia jaboticaba (Vell.) Baill.
- Myrciaria cauliflora (Mart.) O.Berg
- Myrciaria jaboticaba (Vell.) O.Berg
- Myrtus cauliflora Mart.
- Myrtus jaboticaba Vell.
- Plinia jaboticaba (Vell.) Kausel

## Описание

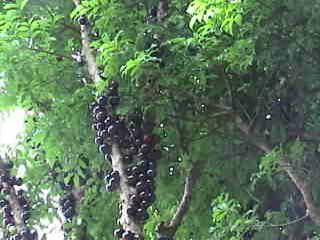
Явление каулифлории у жаботикабы

Жаботикаба — вечнозелёное медленнорастущее дерево высотой от 5 до 12 метров с овально-ланцетовидными глянцевыми кожистыми листьями 2,5—10 см длиной и 1,25—2 см шириной. Цветки белые с 4 лепестками и 60 тычинками по 4 мм каждая. Плод — круглая или эллиптическая, глянцевая тёмно-бордово-фиолетовая, почти чёрная, костянка с остатками чашелистиков на конце и с белой или розовой желеобразной полупрозрачной сочной мякотью, диаметром 0,6—4 см. Плоды растут гроздьями на стволах и главных ветвях. Это явление называется каулифлория — формирование плодов на стволе и основных ветвях.

## Распространение
Жаботикаба встречается как в диком виде, так и в культуре в Южной Бразилии, Боливии, Парагвае и Северной Аргентине. В настоящее время натурализована и выращивается также в Уругвае, Колумбии, Панаме, Перу, на Кубе и на Филиппинах.

## Использование
Мякоть плодов жаботикабы съедобна в свежем виде. Из них изготавливаются желе, мармелад, соки и алкогольные напитки. Отвар высушенных кожиц плодов жаботикабы в Бразилии используется как средство от астмы, диареи и дизентерии.
В Бразилии из жаботикабы делают красное вино. Кожица плода слегка горькая благодаря высокому содержанию танина. Её используют для окраски в глубокий красный цвет джемов, желе и вин.
Жаботикаба в коммерческих масштабах выращивается только в Бразилии и в некоторых странах Южной Америки. Медленный рост дерева, чувствительность к заморозкам и небольшой срок хранения плодов препятствуют коммерческому использованию.
Размножается семенами и прививкой. Обычно сеянцы прививают для ускорения плодоношения. Если привитое растение вступает в плодоношение на третий-четвёртый год, то на сеянцах первые плоды появляются только через 10-12 лет. Семена долго не хранятся, поэтому их необходимо сажать сразу после приобретения. Используется лёгкая почвенная смесь. Всходы появляются примерно через месяц. Первые несколько лет сеянцы растут медленно; их следует подкармливать полным минеральным удобрением, что несколько ускорит рост. Молодые розоватые листья могут повреждаться тлёй. Иногда нападает паутинный клещ.